# ティム・ガンのファッションチェック
『ティム・ガンのファッションチェック』（Tim Gunn's Guide to Style）とは、ファッションに関する米国ブラボーテレビのリアリティ番組である。2007年9月6日より放映され、司会進行はティム・ガン。第1シーズンはヴェロニカ・ウェブ、第2シーズンはグレッタ・モナハンが共同司会を務めた。ガンと共演者が、ゲストに一連のスタイル規則を守らせつつ、本人の容姿に似合ったファッションの大変身を提案するいう番組。日本では、NHK教育テレビジョンの番組内で2009年度と2010年度下半期に放映された。

## 内容
番組はいくつかの小節で構成されている。まずゲストと会ってインタビューテープで1週間分の服装チェックの後、司会が辛辣な批評をしてゲストの既存服の大半を処分するところから番組は始まる。シーンが変わって、OptiTex社 の衣装デザインソフトを使い、さまざまな衣装（体形に合った下着から）をつけたゲストの外観をコンピュータシミュレーションで図説。その後、ゲストは「10の必須アイテム」の単独ショッピング（専門家が衣装を選ぶのではなく、本人のセンスで買い物をする）を開始して、司会がその様子を批評。このほかゲストは大変身に向けて、デザイナー、美容師、ランウェイコーチといった専門コンサルタントと1対1の指導を受けることになる。番組の最後は、自分のスタイルの変化をゲストの友人や家族に披露して、美意識の向上を明らかにするという内容である。 

## 各話放映リスト
以下は、米国ブラボーテレビでの放映。
| シーズン | シーズン | 話数 | 初回          | 最終回         |
| -------- | -------- | ---- | ------------- | -------------- |
|          | 1        | 8    | 2007年9月6日  | 2007年11月22日 |
|          | 2        | 8    | 2008年10月2日 | 2008年11月20日 |

### シーズン1 (2007)
| No.                                                  | タイトル            | 初回放映日     |
| ---------------------------------------------------- | ------------------- | -------------- |
| 1                                                    | "Rebecca Pennino"   | 2007年9月6日   |
| 注:キャサリン・マランドリーノ がこの回にゲスト出演。 |                     |                |
| 2                                                    | "JeAnne Swinley"    | 2007年9月13日  |
| 3                                                    | "Nicole Appelman"   | 2007年9月20日  |
| 4                                                    | "Stephanie Lichten" | 2007年9月27日  |
| 5                                                    | "Lori Jones"        | 2007年11月15日 |
| 6                                                    | "Elena"             | 2007年11月22日 |
| 7                                                    | "Gina Scarda"       | 2007年11月29日 |
| 8                                                    | "Karen Vito"        | 2007年12月22日 |

### シーズン 2 (2008)
| No.                                                                       | タイトル   | 初回放映日     |
| ------------------------------------------------------------------------- | ---------- | -------------- |
| 1                                                                         | "Meredith" | 2008年10月2日  |
| 2                                                                         | "Angela"   | 2008年10月9日  |
| 3                                                                         | "Ali"      | 2008年10月16日 |
| 注: オスカー・ブランディとカーメン・マーク・バルボ がこの回にゲスト出演。 |            |                |
| 4                                                                         | "Caroline" | 2008年10月23日 |
| 注:ボビイ・ブラウンがこの回にゲスト出演。                                 |            |                |
| 5                                                                         | "Diana"    | 2008年10月30日 |
| 注:タバサ・コフィーがこの回にゲスト出演。                                 |            |                |
| 6                                                                         | "Eliza"    | 2008年11月6日  |
| 7                                                                         | "Ariana"   | 2008年11月13日 |
| 8                                                                         | "Erica"    | 2008年11月20日 |
| 注: タイソン・ベックフォード がこの回にゲスト出演。                       |            |                |

## 日本での放映
NHK教育テレビジョンの女性向け講座『おしゃれ工房』にて、2009年度と2010年度下半期（「スタイルアップ」という番組名）において、『ティム・ガンのファッションチェック』が放映された。なお、ほかのプログラム（毎日がイタリアン、パーフェクトな妻たち他）と入れ替わりつつの放映となった。